# 6e cérémonie des Ensors
La 6e cérémonie des Ensors, organisée par le festival du film d'Ostende, s'est déroulée le 19 septembre 2015 et a récompensé les talents du cinéma flamand pour les films sortis pendant la période allant du début août 2014 jusqu'à la fin du mois de juillet 2015.

## Palmarès
Le jury était composé de Jan Leyers (nl), président du jury, et de Viviane De Muynck, Jurgen Delnaet, Kurt Rigolle, Peter Terrin, Frank van den Eeden, Joël Vanhoebrouck, Mariano Vanhoof et Johannes Verschaeve (chanteur du groupe rock The Van Jets (nl)).

### Meilleur film (Beste film)
- N: The Madness of Reason de Peter Krüger
  - Waste Land de Pieter Van Hees
  - Violet de Caroline Strubbe

### Meilleur réalisateur (Beste regisseur)
- Pieter Van Hees pour Waste Land
  - Bas Devos pour Violet
  - Raf Reyntjens pour Paradise Trips (nl)

### Meilleur acteur (Beste acteur)
- Gene Bervoets pour son rôle de Mario dans Paradise Trips (nl) de Raf Reyntjens
  - Jérémie Renier pour son rôle de Leo Woeste dans Waste Land de Pieter Van Hees
  - Nabil Mallat pour son rôle de Lahbib Faraji dans Image d'Adil El Arbi et Bilall Fallah

### Meilleure actrice (Beste actrice)
- Amaryllis Uitterlinden pour son rôle d'Elke dans Brabançonne
  - Laura Verlinden pour son rôle dans Image d'Adil El Arbi et Bilall Fallah
  - Natali Broods pour son rôle dans Waste Land de Pieter Van Hees

### Meilleur acteur dans un second rôle (Beste acteur in een bijrol)
- Peter Van Den Begin pour le rôle de Johnny Rimbaud dans Waste Land
  - Titus Devooght dans Welp
  - Jeroen Perceval dans Paradise Trips (nl)

### Meilleure actrice dans un second rôle (Beste actrice in een bijrol)
- Babetida Sadjo pour le rôle de Aysha Tshimanga dans Waste Land
  - Charlotte Anne Bongaerts dans Image
  - Tania Van der Sanden (nl) dans Paradise Trips (nl)

### Meilleur espoir (Beste debuut)
- Sirin Zahed pour le rôle de Sibel dans Trouw Met Mij (nl)
  - Maurice Luijten pour Welp
  - Cédric Van den Abbeele pour Paradise Trips

### Meilleur scénario (Beste scenario)
- Pieter Van Hees pour Waste Land
  - Raf Reyntjens pour Paradise Trips (nl)
  - Gust Van den Berghe pour Lucifer

### Meilleure photographie (Beste fotographie/cinematografie)
- Nicolas Karakatsanis pour Violet (Violet)
  - Menno Mans pour Waste Land
  - Rymvidas Leipus pour N: The Madness of Reason

### Meilleur montage (Beste montage)
- Nico Leunen pour N: The Madness of Reason
  - Nico Leunen pour Waste Land
  - Dieter Diependaele pour Violet

### Meilleurs décors (Beste art direction)
- Geert Paredis pour Welp
  - Geert Paredis pour Waste Land
  - Yves Verstraete pour Paradise trips

### Meilleurs costumes (Beste kostuum)
- Manon Blom et Mariella Kallenberg pour Paradise trips
  - Catherine Marchand pour Waste Land
  - Kristin Van Passel pour Brabançonne

### Meilleure musique (Beste muziek)
- Walter Hus pour N: The Madness of Reason
  - Steve Moore pour Welp
  - Simon Lenski (en) et Senjan Jansen pour Waste Land

### Meilleur maquillage (Beste make-up)
- Saskia Verreycken pour Welp
  - Esther De Goey pour Waste Land
  - Lili Dang-vu pour Paradise Trips

### Meilleure coproduction (Beste coproductie)
- Alleluia de Fabrice du Welz
  - Je suis mort mais j’ai des amis de Stéphane et Guillaume Malandrin
  - La Tierra Roja de Diego Martínez Vignatti

### Industry Award
- Raf Reyntjens pour Paradise Trips

### Prix du public (Telenet publieksprijs)
- Image d'Adil El Arbi et Bilall Fallah

## Courts métrages
Les membres du jury étaient : Cecilia Verheyden (réalisatrice et présidente du jury), Hilde Heijnen (actrice), Annelies Verbeke (écrivain et scénariste, Peter Bouckaert (producteur), Michel Van Laer (directeur de la photographie) en Joeri Christiaen (animateur).

### Meilleur court métrage (Beste kortfilm)
- L'Infini de Lukas Dhont
  - Het Geluk de Jan van Dyck
  - De Vijver de Jeroen Dumoulein

### Meilleur court métrage d'animation (Beste animatiekortfilm)
- Het Paradijs de Laura Vandewynckel
  - Oma de Karolien Ramaekers
  - Mechanical Waltz de Julien Dykmans

## Documentaires
Les membres du jury étaient : Martin Heylen (président, et réalisateur TV), Ellen Vermeuien (réalisateur) en Eric Goossens (producteur).

### Meilleur film documentaire (Beste documentaire)
- Gardenia de Thomas Wallner (en) et Eva Küpper
  - Waiting for August de Teodora Ana Mihai 
  - Twilight of a Life de Sylvain Biegeleisen

## Statistiques

### Nominations multiples
13 : Waste Land
9 : Paradise Trips
5 : Welp
4 : N: The Madness of Reason - Violet
3 : Image
2 : Brabançonne

### Récompenses multiples
4 : Waste Land
3 : N: The Madness of Reason - Paradise Trips
2 : Welp